# Comandos Bash

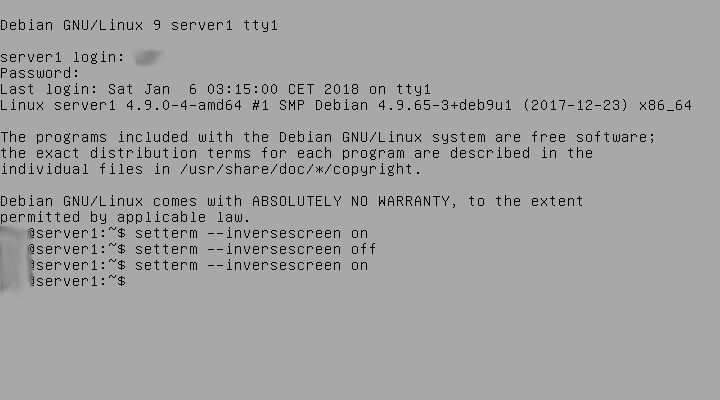
Consola (BASH) por defecto en Debian 9.3.0 Net-install tras aplicarle el comando setterm --inversescreen on.

Los comandos Bash son conjunto de parámetros utilizados para la administración y configuración del sistema, así como un conjunto de combinaciones especiales de teclas para realizar tareas específicas en entornos Linux/Unix mediante un intérprete de comandos  Bash.

## Comandos de ayuda
| Comando | Descripción                                     |
| ------- | ----------------------------------------------- |
| man     | Muestra el manual del comando que le indiquemos |
| info    | Provee información del comando indicado         |
| help    | Da una ayuda de los comandos                    |
| whatis  | Da una breve descripción de los comandos        |

## Comandos para archivos y directorios
| Comando    | Descripción                                                                            |
| ---------- | -------------------------------------------------------------------------------------- |
| ls         | Lista los archivos y directorios                                                       |
| sort       | Ordena alfabéticamente una lista de archivos                                           |
| cd         | Cambia de directorio                                                                   |
| pwd        | Muestra la ruta al directorio actual                                                   |
| tree       | Muestra la estructura de directorios y archivos en forma gráfica                       |
| mkdir      | Crea un directorio                                                                     |
| rmdir      | Borra directorios (los directorios deben estar vacíos).                                |
| rm -d      | Borra directorios (los directorios pueden no estar vacíos)                             |
| cp         | Copia archivos                                                                         |
| rm         | Borra archivos                                                                         |
| mv         | Mueve o renombra archivos y directorios                                                |
| cat        | Muestra el contenido de uno o varios archivos                                          |
| more       | Ve el contenido de los archivos página a página                                        |
| less       | Ve el contenido de los archivos                                                        |
| split      | Dividir archivos                                                                       |
| find       | Busca archivos                                                                         |
| locate     | Localiza archivos según una lista generada                                             |
| updatedb   | Actualiza la lista de los archivos existentes                                          |
| whereis    | Muestra la ubicación de un archivo                                                     |
| file       | Muestra el tipo de archivo                                                             |
| whatis     | Muestra descripción del archivo                                                        |
| wc         | Muestra el total de líneas, palabras o caracteres en un archivo                        |
| grep       | Busca un texto en un archivo                                                           |
| head       | Muestra el inicio de un archivo                                                        |
| tail       | Muestra el final de un archivo                                                         |
| tailf      | Muestra el final de un archivo y lo que se añada en el instante (logs)                 |
| tr         | Reemplaza caracteres en un fichero de texto                                            |
| sed        | Cambia una cadena de caracteres por otra                                               |
| join       | Cruza la información de dos archivos y muestra las partes que se repiten               |
| paste      | Toma la primera línea de cada archivo y las combina para formar una línea de salida    |
| uniq       | Elimina líneas repetidas adyacentes del archivo entrada cuando copia al archivo salida |
| cut        | Sirve para seleccionar columnas de una tabla o campos de cada línea de archivo         |
| ln         | Crea enlaces a archivos o carpetas                                                     |
| diff       | Muestra las diferencias entre dos archivos                                             |
| fuser      | Muestra que usuario tiene en uso o bloqueado un archivo o recurso                      |
| tar        | Empaqueta archivos                                                                     |
| gzip       | Comprime archivos en formato .gz                                                       |
| gunzip     | Descomprime archivos en formato .gz                                                    |
| compress   | Comprime archivos Z                                                                    |
| uncompress | Descomprime archivos Z                                                                 |
| chmod      | Cambia permisos de archivos y directorios                                              |
| chown      | Cambia de propietario/usuario                                                          |
| chgrp      | Cambia de grupo                                                                        |
| vi         | Abre el editor de texto vi                                                             |
| nano       | Abre el editor de texto nano                                                           |
| pico       | Edita un fichero de texto                                                              |

## Comandos para la gestión de usuarios
Ayuda a tener un manejo de los usuarios para su beneficio
| Comando  | Descripción                                                       |
| -------- | ----------------------------------------------------------------- |
| adduser  | Agrega un nuevo usuario                                           |
| useradd  | Agrega un nuevo usuario                                           |
| userdel  | Borra un usuario                                                  |
| passwd   | Permite cambiar la contraseña                                     |
| su       | Cambia de usuario                                                 |
| whoami   | Muestra el nombre de usuario actual                               |
| logname  | Muestra el nombre de usuario                                      |
| id       | Muestra datos de identificación del usuario                       |
| finger   | Da información de usuario                                         |
| chfn     | Cambia la información propocionada por el comando finger          |
| who      | Muestra los usuarios actuales del sistema                         |
| w        | Muestra detalles de los usuarios actuales aplicado al comando who |
| last     | Información de los últimos usuarios que han usado el sistema      |
| mail     | Abre la aplicación de correo electrónico                          |
| pine     | Lector de correo en modo texto                                    |
| write    | Manda un mensaje a la pantalla de un usuario                      |
| mesg     | Activa o desactiva la función de recepción de mensajes            |
| wall     | Envía mensaje a todos los usuarios                                |
| talk     | Establecer una conversación/diálogo con otro usuario              |
| banner   | Saca un diálogo/letrero en la pantalla                            |
| set      | Proporciona información sobre el entorno del usuario              |
| addgroup | Agrega un nuevo grupo                                             |
| groupadd | Agrega un nuevo grupo                                             |
| chown    | Cambia el propietario de un fichero                               |

## Comandos para la gestión de procesos
| Comando | Descripción                                                             |
| ------- | ----------------------------------------------------------------------- |
| top     | Muestra los procesos que se están ejecutando y permite matarlos         |
| ps      | Muestra la lista de procesos del usuario                                |
| ps aux  | Muestra la lista de procesos de la máquina                              |
| kill    | Envía un evento concreto a un proceso                                   |
| killall | Mata un proceso por su nombre                                           |
| time    | Mide el tiempo que tarda un proceso en ejecutarse                       |
| fg      | Trae a primer plano un proceso parado o en segundo plano                |
| bg      | Pone un proceso en segundo plano                                        |
| &       | Colocado al final de la línea de un comando,lo ejecuta en segundo plano |
| nice    | Ajusta la prioridad de un proceso de -20 a 19                           |

## Comandos para la gestión de discos y dispositivos
| Comando | Descripción                                                       |
| ------- | ----------------------------------------------------------------- |
| mount   | Monta un disco/dispositivo                                        |
| umount  | Desmonta un disco/dispositivo                                     |
| df      | Muestra el espacio libre de los discos/dispositivos               |
| du      | Muestra el espacio usado por el disco/dispositivo o un directorio |
| mkfs    | Formatea un disco/dispositivo                                     |
| fsck    | Estado del disco/dispositivo                                      |
| fdisk   | Abre la aplicación para la gestión de particiones                 |

## Comandos para el acceso remoto
| Comando | Descripción                                              |
| ------- | -------------------------------------------------------- |
| rdsktop | Se conecta a otra máquina de forma remota (remote login) |
| ssh     | Se conecta a otra máquina de forma remota (remote shell) |
| ftp     | Se conecta a otra máquina por el protocolo FTP           |

## Comandos para apagado y reinicio del sistema
| Comando  | Descripción         |
| -------- | ------------------- |
| reboot   | Reinicia la máquina |
| halt     | Apaga el sistema    |
| shutdown | Apaga el sistema    |
| init 0   | Apaga la máquina    |
| init 6   | Reinicia la máquina |

## Comandos para gestión del sistema
| Comando   | Descripción                                                                                             |
| --------- | --- |
| uptime    | Muestra el tiempo transcurrido de encendido de la máquina                                               |
| exit      | Cerrar sesión actual                                                                                    |
| logout    | Salir del sistema                                                                                       |
| nohup     | Proporciona inmunidad frente a rupturas de comunicación y abandonos en ejecución de comandos            |
| dmesg     | Muestra mensajes del arranque de la máquina                                                             |
| history   | Muestra todos los comandos escritos por el usuario                                                      |
| uname     | Proporciona información del sistema operativo                                                           |
| tee       | Copia la entrada estándar a la salida estándar y a un archivo                                           |
| host      | Muestra la dirección IP del servidor en una red local. Ej: host malpelo.univalle.edu.co => 192.168.31.5 |
| hostname  | Muestra el nombre del servidor                                                                          |
| umask     | Muestra y permite cambiar la máscara de usuario                                                         |
| chroot    | Cambia la raíz para que root ejecute algo de forma particular                                           |
| chsh      | Cambia el login shell                                                                                   |
| free      | Muestra el estado de la memoria                                                                         |
| date      | Muestra la fecha y hora actual                                                                          |
| cal       | Muestra el calendario                                                                                   |
| clear     | Borra las líneas de texto escritas en la pantalla/terminal                                              |
| at        | Ejecuta un comando con un retardo de tiempo especificado                                                |
| env       | Muestra las variables de entorno                                                                        |
| export    | Permite el uso de variables por programas en todos los caminos del usuario                              |
| modprobe  | Carga un módulo                                                                                         |
| startx    | Arranca/inicia el servidor X                                                                            |
| xev       | Muestra los eventos de las teclas y el ratón                                                            |
| lspci     | Muestra los periféricos conectados al puente PCI                                                        |
| lsmod     | Muestra los módulos cargados en el sistema                                                              |
| echo      | Escribe un mensaje en la salida estándar                                                                |
| alias     | Crea un alias                                                                                           |
| unalias   | Borra un alias                                                                                          |
| bc        | Muestra la calculadora                                                                                  |
| mc        | Ejecuta Midnight Commander                                                                              |
| xkill     | Mata una ventana gráfica                                                                                |
| rpm       | Instala los paquetes RPM de RedHat                                                                      |
| dpkg      | Instala los paquetes DEB de Debian                                                                      |
| kernelcfg | Manejo de los módulos cargados en el kernel                                                             |
| insmod    | Inserta módulos en el kernel                                                                            |
| rmmod     | Elimina módulos del kernel                                                                              |
| updatedb  | Actualiza la base de datos interna de archivos                                                          |
| sh        | Cambia al bash/shell                                                                                    |
| setxkbmap | Realiza la función de la tecla AltGr (en modo X)                                                        |

## Comandos de red
| Comando    | Descripción |
| ---------- | --- |
| netstat    | Muestra estado de la red |
| ifconfig   | Muestra la configuración del dispositivo de red                                                                                     |
| iwconfig   | Muestra la configuración del dispositivo de red inalámbrico                                                                         |
| nmap       | Escanea la red y muestra los puertos que se encuentran disponibles. Ej: nmap malpelo.univalle.edu.co/~ahbarome/ => 80/tcp open http |
| ping       | Indica si hay respuesta por parte del servidor                                                                                      |
| nslookup   | Muestra la IP del servidor DNS conectado(Servidor predeterminado: UnKnown Address: 192.168.1.1)                                     |
| telnet     | Conexión a un equipo/máquina de forma remota                                                                                        |
| netconf    | Configuración de la red |
| ntop       | Muestra los procesos de la red |
| route -n   | Muestra la tabla de rutas de la conexión de red                                                                                     |
| installpkg | Instalar en slackware |

## Comandos para gestión de impresoras
| Comando   | Descripción                                             |
| --------- | ------------------------------------------------------- |
| lpq       | Muestra las colas de impresión                          |
| lpc       | Estado de las impresoras                                |
| lprm      | Elimina un trabajo de la cola de impresión              |
| printtool | Configuración de la impresora                           |
| pr        | Imprime un archivo                                      |
| jobs      | Muestra los trabajos que están en una cola de impresión |

## Combinación especial de teclas
| Comando        | Descripción                                                  |
| -------------- | ------------------------------------------------------------ |
| ctrl+l         | Borra las líneas de texto de pantalla/terminal               |
| ctrl+alt+F1 F2 | Cambio de consola                                            |
| ctrl+F1 F2     | Cambio de escritorio                                         |
| ctrl+z         | Suspensión de un proceso                                     |
| ctrl+d         | Muestra el final de un archivo EOF                           |
| ctrl+c         | Termina/finaliza un proceso en ejecución                     |
| tab            | Completa nombres de carpetas o archivos                      |
| ctrl+backspace | Cierra el modo X (sale del sistema X y regresa a la consola) |

## Símbolos
| Comando                   | Descripción                                                            |
| ------------------------- | ---------------------------------------------------------------------- |
| ~                         | Apagar el equipo por otros medios (alt+126)                            |
| .                         | Ubicación en directorio actual                                         |
| \|                        | Redirección de comandos. Pipeline o tubería (alt+124)                  |
| >                         | Redirige la salida estándar (stdout) de un comando (alt+62)            |
| 2>                        | Redirige la salida estándar de errores (stderr) de un comando (alt+62) |
| <                         | Redirige un comando (alt+60)                                           |
| &                         | Colocado al final de la línea de comando, lo ejecuta en segundo plano  |
| && orden_1 && orden_2     | Ejecuta la orden_2 si la orden_1 termina correctamente (OK)            |
| \|\| orden_1 \|\| orden_2 | Ejecuta la orden_2 si la orden_1 no termina correctamente (OK)         |